# Swan Song Records
Swan Song Records — лейбл звукозапису створений учасниками Led Zeppelin і менеджером Пітером Грантом 10 травня 1974 року для того щоб з одної сторони, забезпечити групі повний контроль над своєю продукцією, з другої — допомагати виконавцям, в яких були складності з отриманням контракту з іншими головними лейблами.

## Персонал лейблу
- Пітер Грант — президент
- Денні Голдберг — віце-президент (США, 1974—1976)
- Абе Хок — віце-президент (UK, 1974—1976)
- Фил Карсон — представник Atlantic Records
- Алан Каллан — віце-президент (1977—1983)
- Стів Вайсс — юрист (США)
- Джоан Хадсон — юрист (UK)
- Марк Ландон — сек'юріті
- Мітчелл Фокс, Ненсі Гурскік — ассистенти (US)
- Керол Браун, Юніті Маклін, Шан Мередіт — ассистенти (UK)